# Reserva de naturaleza y jardín botánico de Inniswood
La Reserva de naturaleza y jardín botánico de Inniswood, en inglés: Inniswood Botanical Garden and Nature Preserve o también conocido como Inniswood Metro Gardens, es una reserva de naturaleza, jardín botánico y arboreto de unas 49,8 hectáreas (123 acres) de extensión, ubicado en la proximidad de Westerville, Ohio. 
Forma parte del Metro Parks system of Columbus, Ohio.

## Localización
Inniswood Botanical Garden and Nature Preserve, 940 South Hempstead Road Westerville, Franklin county Ohio 43081 Estados Unidos
Planos y vistas satelitales.40°7′25″N 82°55′17″O / 40.12361, -82.92139
Está abierto todos los días y la entrada es gratuita. 

## Historia
El jardín fue establecido por las hermanas Grace y Mary Innes en la finca de 37 acres (150,000 m²) de su propiedad. 
El jardín fue donado al "Metro Parks" en 1972. 

## Colecciones
Actualmente el jardín alberga más de 2,000 especies de plantas, incluyendo colecciones de:
- Coníferas,
- Narcissus,
- Hemerocallis,
- Hostas,

Que se encuentran en varios jardines temáticos, tales como,
- Jardín bíblico,
- Jardín de hierbas medicinales,
- Rosaleda,
- Rocalla de zona arbolada,

Entre sus plantaciones se incluyen, peonías, Iris germanica, Hemerocallis y narcisos naturalizados.
Los senderos de la zona boscosa están delimitados con alineaciones de flores silvestres.